# Diceratalebra caldwelli
Diceratalebra caldwelli är en insektsart som först beskrevs av Ruppel och Delong 1953.  Diceratalebra caldwelli ingår i släktet Diceratalebra och familjen dvärgstritar. Inga underarter finns listade i Catalogue of Life.